# Tactical Force
Pour plus de détails, voir Fiche technique et Distribution.
Tactical Force est un film canadien réalisé par Adamo P. Cultraro, sorti en 2011.

## Synopsis
Une équipe du SWAT se retrouve bloquée au milieu d'un affrontement entre gangs alors qu'ils sont en exercice et seulement équipés de munitions à blanc.

## Fiche technique
- Titre : Tactical Force
- Réalisation : Adamo P. Cultraro
- Scénario : Adamo P. Cultraro
- Musique : Michael Richard Plowman
- Photographie : Bruce Chun
- Montage : Rick Martin et Gordon Rempel
- Société de production : Caliber Media Company et Hangar 14 Films
- Pays de production :  Canada
- Genre : Action
- Durée : 91 minutes
- Date de sortie : 
  - États-Unis : 9 août 2011

## Distribution
- Steve Austin : Tate
- Michael Shanks : Demetrius
- Michael Jai White : Hunt
- Adrian Holmes : Lampone
- Candace Elaine : Ilya
- Lexa Doig : Jannard
- Steve Bacic : Blanco
- Michael Eklund : Kenny
- Darren Shahlavi : Storato
- Peter Kent : Vladimir
- Keith Jardine : Tagliaferro

## Tournage
Le film a été tourné à Vancouver.